# Amphoe Nong Muang
Amphoe Nong Muang (Thai: อำเภอ หนองม่วง) ist ein Landkreis (Amphoe – Verwaltungs-Distrikt) im Norden der Provinz Lop Buri. Die Provinz Lop Buri liegt in der Zentralregion von Thailand.

## Geographie
Benachbarte Amphoe sind vom Nordosten her gesehen: die Amphoe Khok Charoen, Sa Bot, Khok Samrong, Ban Mi der Provinz Lop Buri sowie die Amphoe Takhli, Tak Fa und Phaisali der Provinz Nakhon Sawan.

## Geschichte
Aufgrund einer Empfehlung von 1989
wurde Nong Muang am 1. April 1900 zunächst als „Zweigkreis“ (King Amphoe) eingerichtet, indem sechs Tambon vom Amphoe Khok Samrong abgetrennt wurden.
Am 5. Dezember 1996 wurde Nong Muang zum Amphoe heraufgestuft.

## Verwaltung

### Provinzverwaltung
Der Landkreis Nong Muang ist in sechs Tambon („Unterbezirke“ oder „Gemeinden“) eingeteilt, die sich weiter in 66 Muban („Dörfer“) unterteilen.
| Nr. | Name           | Thai      | Muban | Einw. |
| --- | -------------- | --------- | ----- | ----- |
| 1.  | Nong Muang     | หนองม่วง   | 10    | 9.125 |
| 2.  | Bo Thong       | บ่อทอง     | 12    | 6.674 |
| 3.  | Dong Din Daeng | ดงดินแดง   | 11    | 4.631 |
| 4.  | Chon Sombun    | ชอนสมบูรณ์  | 12    | 4.769 |
| 5.  | Yang Thon      | ยางโทน    | 10    | 4.512 |
| 6.  | Chon Saradet   | ชอนสารเดช | 11    | 4.715 |

### Lokalverwaltung
Es gibt eine Kommune mit „Kleinstadt“-Status (Thesaban Tambon) im Landkreis:
- Nong Muang (Thai: เทศบาลตำบลหนองม่วง) bestehend aus Teilen des Tambon Nong Muang.

Außerdem gibt es sechs „Tambon-Verwaltungsorganisationen“ (องค์การบริหารส่วนตำบล – Tambon Administrative Organizations, TAO)
- Nong Muang (Thai: องค์การบริหารส่วนตำบลหนองม่วง) bestehend aus Teilen des Tambon Nong Muang.
- Bo Thong (Thai: องค์การบริหารส่วนตำบลบ่อทอง) bestehend aus dem kompletten Tambon Bo Thong.
- Dong Din Daeng (Thai: องค์การบริหารส่วนตำบลดงดินแดง) bestehend aus dem kompletten Tambon Dong Din Daeng.
- Chon Sombun (Thai: องค์การบริหารส่วนตำบลชอนสมบูรณ์) bestehend aus dem kompletten Tambon Chon Sombun.
- Yang Thon (Thai: องค์การบริหารส่วนตำบลยางโทน) bestehend aus dem kompletten Tambon Yang Thon.
- Chon Saradet (Thai: องค์การบริหารส่วนตำบลชอนสารเดช) bestehend aus dem kompletten Tambon Chon Saradet.